# Senyo Gatror Antor
Senyo Gatror Antor (* 1913 in Volta Region; † 1986 in Lomé) war ein ghanaischer Politiker und Diplomat.

## Leben
Von 1925 bis 1931 besuchte Senyo Gatror Antor die Presbyterian Senior School, Amedzofe, anschließend das Presbyterian Training College, Akropong sowie das Presbyterian Theological College in Ho.
Von seiner Gründung 1951 bis zu seinem Verbot Ende 1958 war er ein führender Politiker des Togoland Congress und verfocht ein Togoland in den Grenzen der deutschen Kolonie Togo (Britisch-Togoland und Französisch-Togo gegen eine koloniale Filetierung Westafrikas).
1937–1949 übte er den Beruf des Lehrers aus.
1949 gründete er den Togoland United Nations Newsletter und war dessen erster Redakteur.
1950 leitete er die Togoland-Delegation zum United Nations Trusteeship Council Treuhandgebiet.
1951, 1952, 1954 und 1956 leitete er die Togoland-Delegation zur Vollversammlung der Vereinten Nationen.
1954 wurde er aus dem Wahlkreis Nord Kpando Municipal District in den Joint Council for Togoland gewählt. 1956 wurde er im Wahlkreis Nord Kpando Municipal District in das Parlament von Ghana gewählt. Im selben Jahr war er Mitglied der Oppositionsdelegation nach London zur ghanaischen Verfassung.
Von April 1970 bis Januar 1972 entsandte ihn Kofi Abrefa Busia zu Gnassingbé Eyadéma als ghanaischer Botschafter in Lomé.